# Bob Errey
Vous lisez un « bon article » labellisé en 2009.
Robert Errey, dit Bob Errey, (né le 21 septembre 1964 à Montréal au Canada) est un joueur professionnel de hockey sur glace qui évolue au poste d'ailier gauche. Il remporte la Coupe Stanley de la Ligue nationale de hockey (LNH) à deux reprises, en 1991 et en 1992, avec les Penguins de Pittsburgh. Il met fin à sa carrière de joueur à la suite de la saison 1998-1999. En 2009, il est commentateur sportif pour la chaîne de télévision Fox Sports Net au niveau de la branche régionale de Pittsburgh.

## Biographie

### Carrière junior
Natif de Montréal au Québec, Errey grandit dans la ville de Peterborough en Ontario et joue à partir de 1979-80 avec les Oilers de la ville, équipe qui évolue dans la Ligue de hockey de l'Ontario, division B. La saison suivante, il intègre progressivement l'équipe des Petes de Peterborough de la Ligue de hockey de l'Ontario principale. Lors de sa dernière saison avec l'équipe, en 1982-1983, il totalise cent points constitués de cinquante-trois buts et de quarante-sept passes décisives. Il est alors sélectionné dans la première équipe type de la saison. Il passe la saison sur la même ligne que Steve Yzerman.
L'été suivant, il participe au repêchage d'entrée dans la Ligue nationale de hockey et est choisi lors de la première ronde par les Penguins de Pittsburgh. Il est le quinzième joueur choisi, Brian Lawton étant le premier choix du repêchage sélectionné par les North Stars du Minnesota.

### Carrière professionnelle

#### Avec les Penguins de Pittsburgh

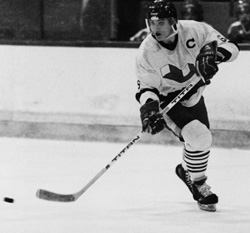
Les Penguins visant Mario Lemieux au repêchage de 1984, Errey joue la saison 1983-1984 dans la LNH.

Il participe au camp d'entraînement des Penguins et joue l'intégralité de la saison 1983-1984 avec la franchise de la LNH. Il inscrit son premier but dans la LNH lors du premier match qu'il joue sur son deuxième lancer du match contre les Blues de Saint-Louis, rencontre qui se termine par une victoire des Blues.
L'équipe est alors en pleine reconstruction et cherche surtout à obtenir le premier choix lors du repêchage de 1984. Eddie Johnston, directeur général de l’époque, ne fait pas grand chose pour éviter la dernière place. Ainsi quarante-huit joueurs et quatre gardiens de buts jouent sous l'uniforme des Penguins cette saison et l'équipe termine avec trente-huit points, trois points derrière les Devils du New Jersey avec quarante-et-un points. Âgé de 19 ans, Errey est le plus jeune joueur de l'effectif et il totalise vingt-deux points, le onzième total de l'équipe. Finalement, les Penguins obtiennent le premier choix du repêchage, Mario Lemieux, et Errey joue la grande majorité de la saison suivante dans la Ligue américaine de hockey (LAH) sous le maillot de l'équipe affiliée aux Penguins, les Skipjacks de Baltimore.
Il passe ainsi deux saisons à jouer à la fois dans la LNH et dans la LAH mais finalement gagne sa place de titulaire avec les Penguins au début de la saison 1986-1987. En mars 1987, il subit une blessure au genou droit lors d'un match contre les Blues. Le 2 octobre 1987, lors d'un match de préparation avant le début de la saison contre les Canadiens de Montréal, il se blesse au poignet et manque la quasi-totalité de la saison. Il ne revient au jeu que pour disputer dix-sept matchs.
En 1988-1989, les Penguins se qualifient pour la première fois pour les séries éliminatoires depuis 1982. À la fin de la saison régulière, ils sont à la deuxième place du classement de leur division — derrière les Capitals de Washington — et à la quatrième de leur association. Après avoir éliminé au premier tour les Rangers de New York en quatre matchs nets, les Penguins perdent en sept matchs contre les Flyers de Philadelphie. Bob Errey est mis en avant par le Bill McCracken Memorial Award, trophée interne des Penguins qui récompense le joueur de l'équipe qui fournit beaucoup d'effort mais sans être pour autant être mis en avant par une récompense officielle de la LNH. Il connaît alors sa meilleure saison avec vingt-six buts et trente-deux passes décisives soit un total de cinquante-huit points. L'équipe manque les séries lors de la saison suivante, Lemieux la vedette de l'équipe manquant une bonne partie de la saison sur blessure.
Au début de la saison 1990-1991, l'équipe des Penguins accueille Bob Johnson comme nouvel entraîneur et Randy Hillier, Paul Coffey et Errey sont nommés assistants-capitaine de Lemieux. Une fois encore, Lemieux manque la majorité de la saison sur blessure mais Pittsburgh parvient tout de même à se qualifier pour les séries. Le capitaine de l'équipe est de retour dans l'alignement en janvier 1991 et à la fin de la saison, l'équipe pointe à la première place de la division. Les Penguins parviennent à se hisser à la finale de la Coupe Stanley en perdant à chaque fois le premier match des séries des différentes rondes, que ce soit contre les Devils du New Jersey, contre les Capitals ou même contre les Bruins de Boston. Ils retrouvent en finale les North Stars du Minnesota, perdent le premier match mais finalement remportent leur première Coupe sur le score de 4 matchs à 2. Le match de la victoire voit les Penguins l'emporter huit buts à zéro, Errey inscrivant un but pour son équipe.
La saison suivante commence mal pour les champions en titre : l'équipe 1991-1992 est privée de Johnson atteint d'une tumeur du cerveau et hospitalisé. Scotty Bowman prend sa place derrière le banc et le 26 novembre 1991, Johnson décède. Malgré tout, les Penguins sont classés troisièmes de leur division et ils écartent tour à tour les Capitals, les Rangers puis encore une fois les Bruins pour jouer la finale de la Coupe contre les Blackhawks de Chicago. Néanmoins, Errey se blesse le 9 mai 1992 lors du quatrième match contre les Rangers et il ne revient au jeu que pour le premier match de la finale contre Chicago. Finalement, les Penguins remportent leur deuxième Coupe en battant les Blackhawks quatre matchs à zéro.

#### Une fin de carrière mouvementée

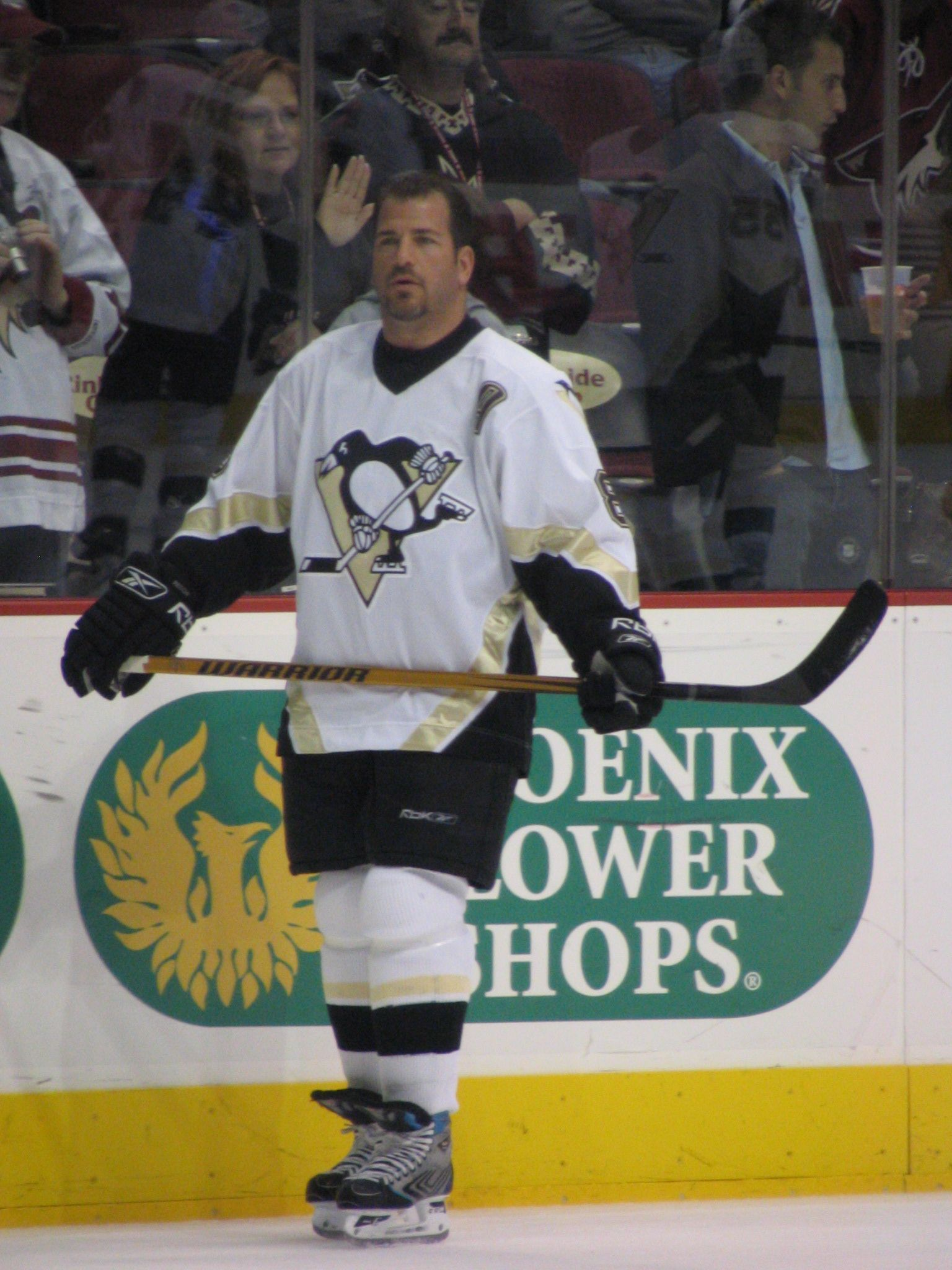
Mark Recchi, coéquipier d'Errey sous le maillot des Penguins de Pittsburgh et également avec l'équipe du Canada.

Errey commence la saison 1992-1993 avec les Penguins mais rejoint les Sabres de Buffalo en cours de saison : il est échangé le 22 mars 1993 contre Mike Ramsey. Errey se blesse quelque temps après son transfert et il ne joue que douze matchs avec les Sabres dont quatre lors des séries, l'équipe est éliminée en quatre matchs contre les Bruins. Peu de temps après, le 17 août 1993, il signe en tant qu'agent libre avec les Sharks de San José pour une durée de quatre ans. Il est élu par les autres joueurs de l'équipe en tant que capitaine pour la saison 1993-1994. Huitièmes et derniers qualifiés des séries, les Sharks surprennent le monde du hockey en éliminant en première ronde des séries les Red Wings de Détroit, meilleure équipe de l'association de l'Ouest. Le rêve pour San José prend fin lors du deuxième tour contre les Maple Leafs de Toronto avec une défaite en sept matchs.
Le début de la saison 1994-1995 de la LNH est reporté à janvier en raison d'un lock-out et finalement après treize matchs joués avec les Sharks, Errey est une nouvelle fois échangé le 27 février 1995 aux Red Wings de Détroit en retour des droits pour le choix de cinquième ronde du repêchage de 1995. Premiers de la saison régulière, les Red Wings passent tous les tours des séries en éliminant 4-1 les Stars de Dallas, 4-0 l'ancienne équipe d'Erry, les Sharks puis 4-1 les Blackhawks de Chicago. Ils retrouvent en finale les Devils du New Jersey. La série de Détroit retombe brutalement, l'équipe de l'association de l'Est guidée par Martin Brodeur, Claude Lemieux ou encore Scott Stevens, bat les Red Wings en quatre matchs.
Au cours des deux saisons suivantes, Bob Errey joue pour quatre franchises de la LNH : en 1995-1996 pour les Red Wings puis pour les Sharks et en 1996-1997 pour les Stars de Dallas et les Rangers de New York. Il manque deux saisons de suite les séries mais entre ses deux saisons, il est sélectionné aux côtés de son ancien coéquipier sous le maillot des Penguins, Mark Recchi, pour la première et dernière fois de sa carrière pour jouer le championnat du monde avec l'équipe du Canada.
La compétition se passe en Finlande et Errey joue les onze matchs qui conduisent son équipe à la médaille d'or et inscrit trois points dont deux buts lors des matchs de poule. Son premier but est le premier de l'équipe lors de la victoire 7-0 contre la Norvège et il marque le deuxième contre l'Italie, une autre victoire facile 6-0. Son troisième point est une passe décisive pour un but de Rob Blake en infériorité numérique lors de la défaite 7-2 contre la Suède, également durant la phase des poules. L'équipe canadienne retrouve la Suède en finale et en vient à bout en trois rencontres soldées sur les scores de 2-3, 3-1 et 2-1, les buts canadiens étant indiqués en premier
Errey joue une dernière saison en 1998-1999 avec le Wolf Pack de Hartford de la LAH, équipe affiliée aux Rangers de New York. Il aide l'équipe qui est dans sa deuxième saison à se qualifier pour les séries de la Coupe Calder mais après avoir éliminé les Falcons de Springfield en première ronde, ils perdent contre les Bruins de Providence. Il tente au début de la saison 1999-2000 de rejoindre l'effectif des Penguins mais quand il réalise qu'il ne parviendra pas à faire partie de l'équipe, il met fin à sa carrière et rejoint le rang des commentateurs sportifs à la télévision pour les Penguins. Le 29 août 2001, motivé par le retour au jeu de Lemieux en janvier 2001, il annonce qu'il compte faire son retour au jeu mais il revient finalement sur sa décision et demeure commentateur.

## Statistiques
| Saison     | Équipe                 | Ligue      |     | Saison régulière | Saison régulière | Saison régulière | Saison régulière | Saison régulière |    | Séries éliminatoires | Séries éliminatoires | Séries éliminatoires | Séries éliminatoires | Séries éliminatoires |
| Saison     | Équipe                 | Ligue      | PJ  | B                | A                | Pts              | Pun              | PJ               | B  | A                    | Pts                  | Pun                  |                      |                      |
| 1979-1980  | Oilers de Peterborough | LHO B      | 29  | 13               | 11               | 24               | 12               |                  |    |                      |                      |                      |                      |                      |
| 1980-1981  | Oilers de Peterborough | LHO B      | 42  | 28               | 42               | 70               | 93               |                  |    |                      |                      |                      |                      |                      |
| 1980-1981  | Petes de Peterborough  | LHO        | 6   | 0                | 0                | 0                | 0                |                  |    |                      |                      |                      |                      |                      |
| 1981-1982  | Petes de Peterborough  | LHO        | 68  | 29               | 31               | 60               | 39               | 9                | 3  | 1                    | 4                    | 9                    |                      |                      |
| 1982-1983  | Petes de Peterborough  | LHO        | 67  | 53               | 47               | 100              | 74               | 4                | 1  | 3                    | 4                    | 7                    |                      |                      |
| 1983-1984  | Penguins de Pittsburgh | LNH        | 65  | 9                | 13               | 22               | 29               |                  |    |                      |                      |                      |                      |                      |
| 1984-1985  | Skipjacks de Baltimore | LAH        | 59  | 17               | 24               | 41               | 14               | 8                | 3  | 4                    | 7                    | 11                   |                      |                      |
| 1984-1985  | Penguins de Pittsburgh | LNH        | 16  | 0                | 2                | 2                | 7                |                  |    |                      |                      |                      |                      |                      |
| 1985-1986  | Skipjacks de Baltimore | LAH        | 18  | 8                | 7                | 15               | 28               |                  |    |                      |                      |                      |                      |                      |
| 1985-1986  | Penguins de Pittsburgh | LNH        | 37  | 11               | 6                | 17               | 8                |                  |    |                      |                      |                      |                      |                      |
| 1986-1987  | Penguins de Pittsburgh | LNH        | 72  | 16               | 18               | 34               | 46               |                  |    |                      |                      |                      |                      |                      |
| 1987-1988  | Penguins de Pittsburgh | LNH        | 17  | 3                | 6                | 9                | 18               |                  |    |                      |                      |                      |                      |                      |
| 1988-1989  | Penguins de Pittsburgh | LNH        | 76  | 26               | 32               | 58               | 124              | 11               | 1  | 2                    | 3                    | 12                   |                      |                      |
| 1989-1990  | Penguins de Pittsburgh | LNH        | 78  | 20               | 19               | 39               | 109              |                  |    |                      |                      |                      |                      |                      |
| 1990-1991  | Penguins de Pittsburgh | LNH        | 79  | 20               | 22               | 42               | 115              | 24               | 5  | 2                    | 7                    | 29                   |                      |                      |
| 1991-1992  | Penguins de Pittsburgh | LNH        | 78  | 19               | 16               | 35               | 119              | 14               | 3  | 0                    | 3                    | 10                   |                      |                      |
| 1992-1993  | Penguins de Pittsburgh | LNH        | 54  | 8                | 6                | 14               | 76               |                  |    |                      |                      |                      |                      |                      |
| 1992-1993  | Sabres de Buffalo      | LNH        | 8   | 1                | 3                | 4                | 4                | 4                | 0  | 1                    | 1                    | 10                   |                      |                      |
| 1993-1994  | Sharks de San José     | LNH        | 64  | 12               | 18               | 30               | 126              | 14               | 3  | 2                    | 5                    | 10                   |                      |                      |
| 1994-1995  | Sharks de San José     | LNH        | 13  | 2                | 2                | 4                | 27               |                  |    |                      |                      |                      |                      |                      |
| 1994-1995  | Red Wings de Détroit   | LNH        | 30  | 6                | 11               | 17               | 31               | 18               | 1  | 5                    | 6                    | 30                   |                      |                      |
| 1995-1996  | Red Wings de Détroit   | LNH        | 71  | 11               | 21               | 32               | 66               | 14               | 0  | 4                    | 4                    | 8                    |                      |                      |
| 1996-1997  | Red Wings de Détroit   | LNH        | 36  | 1                | 2                | 3                | 27               |                  |    |                      |                      |                      |                      |                      |
| 1996-1997  | Sharks de San José     | LNH        | 30  | 3                | 6                | 9                | 20               |                  |    |                      |                      |                      |                      |                      |
| 1997-1998  | Stars de Dallas        | LNH        | 59  | 2                | 9                | 11               | 46               |                  |    |                      |                      |                      |                      |                      |
| 1997-1998  | Rangers de New York    | LNH        | 12  | 0                | 0                | 0                | 7                |                  |    |                      |                      |                      |                      |                      |
| 1998-1999  | Wolf Pack de Hartford  | LAH        | 69  | 18               | 27               | 45               | 59               | 7                | 0  | 3                    | 3                    | 8                    |                      |                      |
| Totaux LNH | Totaux LNH             | Totaux LNH | 895 | 170              | 212              | 383              | 1 005            | 99               | 13 | 16                   | 29                   | 109                  |                      |                      |

| Année | Équipe | Compétition          |    | PJ | B | A | Pts | Pun           |  | Résultat |
| 1997  | Canada | Championnat du monde | 11 | 2  | 1 | 3 | 6   | Médaille d'or |  |          |

## Trophées et honneurs
Ligue de hockey de l'Ontario

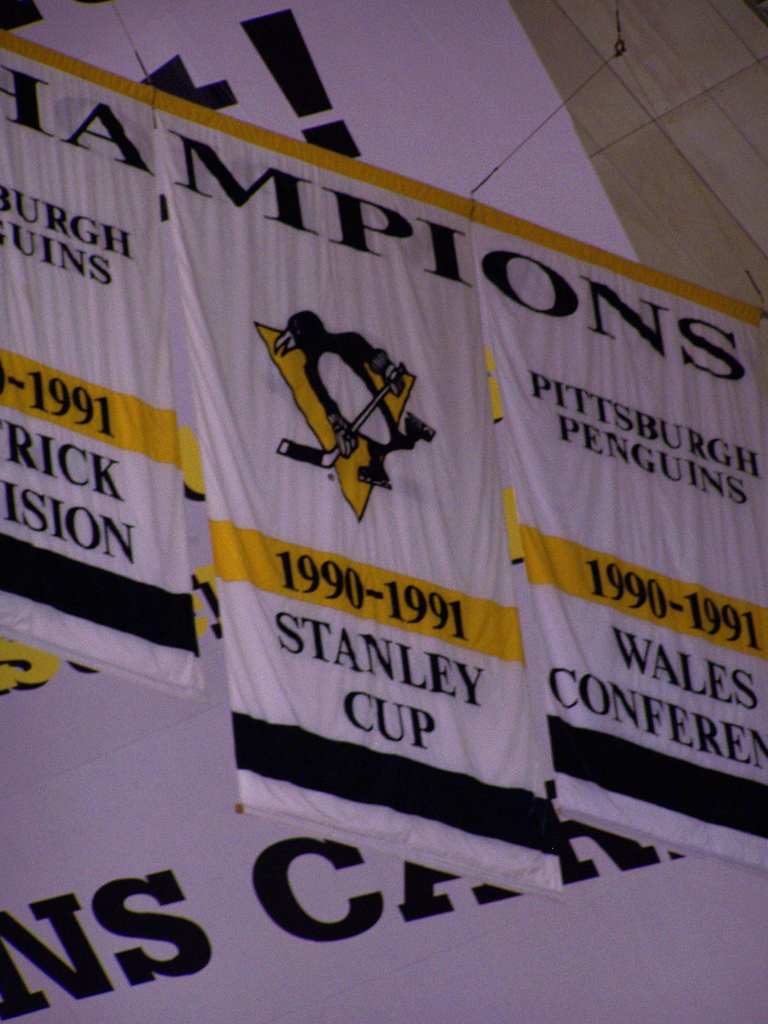
Les bannières accrochées dans le Mellon Arena et célébrant le titre de 1991.

- 1983 — sélectionné dans la première équipe d'étoiles

Ligue nationale de hockey
- Quinzième choix du repêchage de 1983
- Vainqueur de la Coupe Stanley en 1991 et 1992 avec les Penguins

Penguins de Pittsburgh
- Bill McCracken Memorial Award
  - 1988-1989
  - 1989-1990 avec Troy Loney

International
- Médaille d'or au championnat du monde 1997 avec le Canada

## Transactions en carrière
- 22 mars 1993 : échangé aux Penguins de Pittsburgh par les Sabres de Buffalo en retour de Mike Ramsey.
- 17 août 1993 : signe un contrat comme agent libre avec les Sharks de San José.
- 17 février 1995 : échangé aux Red Wings de Détroit par les Sharks de San José en retour d'un choix de 5e ronde (Michal Broš) lors du repêchage d'entrée dans la LNH en 1995.
- 8 février 1997 : mis en ballotage par les Red Wings de Détroit et réclamé par les Sharks San José.
- 28 juillet 1997 : signe un contrat comme agent libre avec les Stars de Dallas.
- 24 mars 1998 : échangé aux Rangers de New York par les Stars de Dallas avec Todd Harvey et d'un choix de 4e ronde (Boyd Kane) lors du repêchage d'entrée dans la LNH en 1998 en retour de Mike Keane, Brian Skrudland et d'un choix de 6e ronde (Pavel Patera) lors du repêchage d'entrée dans la LNH en 1998.
- 27 septembre 1999 : annonce sa retraite.